# Sankt Stefan ob Leoben
Sankt Stefan ob Leoben es una localidad del distrito de Leoben, en el estado de Estiria, Austria, con una población estimada a principio del año 2018 de 1930 habitantes. 
Se encuentra ubicada en el centro-norte del estado, al noroeste de la ciudad de Graz —la capital del estado— y cerca del parque nacional Gesäuse.